# Joël Thomas
Joël Fabrice Thomas (* 30. Juni 1987 in Caen) ist ein französischer Fußballspieler auf der Stürmerposition.

## Karriere
Thomas wechselte im Jahr 2007 aus seiner französischen Heimat zur zweiten Mannschaft des 1. FC Kaiserslautern, die in der Oberliga Südwest spielte. Am Saisonende schaffte er mit seinem Team die Qualifikation zur neu geschaffenen Regionalliga, kam dabei aber nur auf vier Einsätze. Im Sommer 2008 verpflichtete ihn der schottische Erstligist Hamilton Academical. Mit dem Aufsteiger gelang ihm in der Saison 2008/09 der Klassenverbleib. Anschließend holte ihn Colchester United in die dritte englische Liga, die Football League One. In Colchester konnte er sich nicht durchsetzen, so dass er im Januar 2010 wieder an Hamilton Academical ausgeliehen wurde. Nachdem die Spielzeit 2009/10 erneut die Liga hatte gehalten werden können, kehrte er fest nach Schottland zurück. In der darauffolgenden Saison kam er jedoch kaum zum Zuge, kehrte dem Klub Anfang 2011 den Rücken und heuerte bei Ionikos Nikea in der zweiten griechischen Liga, der Football League an. Dort kam er zu drei Toren in neun Spielen, konnte den Abstieg seines Klub aber nicht verhindern. Nach Saisonende wechselte er zu Apollon Smyrni in die Football League 2.
Im Sommer 2012 holte CS Turnu Severin Thomas in die rumänische Liga 1. Beim Aufsteiger konnte er sich als Stammkraft etablieren, verpasste mit dem Klub in der Spielzeit 2012/13 jedoch den Klassenverbleib. Anschließend wechselte er zu Dinamo Bukarest. Nachdem er dort verletzungsbedingt die Hinrunde 2014/15 verpasst hatte, wurde sein Vertrag im Januar 2015 aufgelöst. Im September 2015 heuerte Thomas bei CA Bastia in der französischen National an. Ende 2015 löste er seinen Vertrag wieder auf. Anfang März 2016 wechselte er zu den Raith Rovers in die Scottish Championship. Dort verpasste er mit seinem Team in den Play-offs den Aufstieg. Im August 2016 schloss er sich dem niederländischen Zweitligisten FC Dordrecht an.